# Elhadji Pape Diaw
Elhadji Pape Djibril Diaw (* 31. Dezember 1994 in Dakar) ist ein senegalesischer Fußballspieler, der bei Girondins Bordeaux unter Vertrag steht.

## Karriere

### Verein
Diaw begann seine fußballerische Ausbildung beim ASC Jeanne d’Arc in Senegal. 2012 wechselte er zum ASC Yaggo und zwei Jahre darauf zum dreifachen senegalesischen Meister ASC Port Autonome.
Im Sommer 2014 wagte Diaw den Sprung nach Europa zum ASV Geel. Dort debütierte er am 29. Dezember 2015 (20. Spieltag) gegen den KSV Roeselare in der Division 1B. In der Restsaison kam er noch zu zwei weiteren Einsätzen.
Im Februar 2016 wechselte Diaw nach Polen zum Erstligisten Korona Kielce. Am 4. März 2016 (26. Spieltag) gab er sein Debüt für die Polen gegen Podbeskidzie Bielsko-Biała in der Startelf. In der restlichen Saison 2015/16 war er Stammspieler und spielte zwölf Ligaspiele. In der Folgesaison blieb er zunächst Stammspieler und schoss am 12. August 2016 (5. Spieltag) sein erstes Tor bei der 3:2-Niederlage gegen Lechia Gdańsk. In der gesamten Saison schoss er dieses eine Tor und gab eine Torvorlage in 16 Spielen, da er gegen Ende der Saison nicht mehr berücksichtigt wurde. In der Spielzeit 2017/18 gehörte er ab dem achten Spieltag wieder zu den Stammspielern und schoss in der Liga ein Tor in 20 Einsätzen. Im Pokal schoss Diaw ein Tor im Achtelfinale, als er in der Verlängerung den 1:0-Siegtreffer erzielte und Kielce auch bis ins Halbfinale führte, wo sie dann schließlich ausschieden. In der darauf folgenden Saison kam er in jedem Spiel in der polnischen ersten Liga zum Einsatz und erzielte in diesen 20 Spielen zwei Tore.
Im Winter unterzeichnete er schließlich einen Vertrag beim SCO Angers in der französischen Ligue 1, die 250 Tausend Euro für den jungen Senegalesen zahlten. Sein Debüt und gleichzeitig einziges Spiel für Angers in der Saison spielte er am 10. März 2019 (28. Spieltag) gegen den HSC Montpellier (2:2). Zur Folgesaison wurde er an den SM Caen verliehen, wo er am 26. Juli 2019 (1. Spieltag) gegen den FC Sochaux debütierte. In der Liga spielte er in dieser Saison 2019/20 er fünfmal, wobei er eine rote Karte sah und im Pokal zweimal, wo er einen Treffer erzielte. In der Folgesaison stand er bei keinem einzigen Profispiel im Kader.
Im Februar 2021 wechselte er, nachdem er bei Angers keine Rolle mehr spielte, zu FK Žalgiris Vilnius in die A lyga in Litauen. Nachdem er zuvor immer nur auf der Bank saß, debütierte er am 30. April (11. Spieltag) in der Startelf beim 5:1-Sieg über Dainava Alytus. In seinem fünften Einsatz schoss er gegen den FK Panevėžys seinen ersten Ligatreffer zum 1:0-Sieg. Am 6. Juli 2021 spielte er gegen den Linfield FC das erste Mal international, als er in der Champions-League-Qualifikation in der Startelf stand. Im Rückspiel der nächsten Runde schoss er bei der 1:3-Niederlage gegen den Ferencvárosi TC sein erstes Tor auf internationalem Boden. Am Ende der Spielzeit gewann er mit dem Verein das Double aus Meisterschaft und Pokalsieg.
Ende Januar 2022 wechselte er in die Premjer-Liha zu Ruch Lwiw. Nach dem Kriegsausbruch in der Ukraine wurde er im März 2022 bis zum Saisonende nach Polen an Arka Gdynia verliehen. Anschließend folgte eine weitere Leihe über zwei Jahre an den französischen Zweitligisten Stade Laval und im Sommer 2024 wechselte er ohne ein Pflichtspiel für Lwiw absolviert zu haben innerhalb Frankreichs fest zu Girondins Bordeaux.

### Nationalmannschaft
Der Innenverteidiger spielte 2015 beim U23-Aprika-Cup fünfmal für den Senegal, wo man das Spiel um Platz drei gegen Südafrika mit 1:3 nach Elfmeterschießen verlor. Für die senegalesische A-Nationalmannschaft debütierte er am 26. März 2019 bei einem 2:1-Testspielsieg gegen Mali. Dieses Spiel war jedoch auch bisher sein einziger Einsatz in der Nationalmannschaft.

## Erfolge
- Litauischer Meister: 2021
- Litauischer Pokalsieger: 2021